# Askrikefjärden
Askrikefjärden är en fjärd i Uppland mellan Lidingö och Bogesundslandet i Lidingö och Vaxholms kommun, Stockholms skärgård. Fjärden är en del av Östersjön. Trafiken utgörs mest av fritidsbåtar. Segeltävlingen Lidingö Runt går över fjärden.

## Allmänt
Askrikefjärden har fått sitt namn efter gården Askrike (enligt en karta från 1661 stavat som Askerÿke) som låg vid den östra kanten av den breda vik där Askrikebadet med tillhörande campingplats ligger idag på Bogesundslandet. På Lidingösidan märks Fågelöuddebadet och Sticklingebadet. Största ögrupp är Storholmen belägen i västra delen av Askrikefjärden.
Askrikefjärden är förbunden med Stora Värtan i väster och Halvkakssundet i öster. Största vikar på Lidingösidan är Södergarnsviken vid Södergarn och Grönstaviken vid Täcka udden som hör till världens äldsta anläggningarna i motorflygets historia där uppfinnaren Carl Richard Nyberg höll på med misslyckade försök att vara först med bygget av ett motorflygplan. Väster om Täcka udden ligger Grönstakolonin som anlades 1910 och är Sveriges äldsta sportstugeområde. Ännu lite längre västerut märks Trolldalen, Sveriges näst äldsta sportstugeområde från 1912. Längs i öster märks Rävviken som är både en vik av Askrikefjärden och ett villaområde med några kulturhistoriskt värdefulla sommarvillor från sekelskiftet 1900.

## Bilder

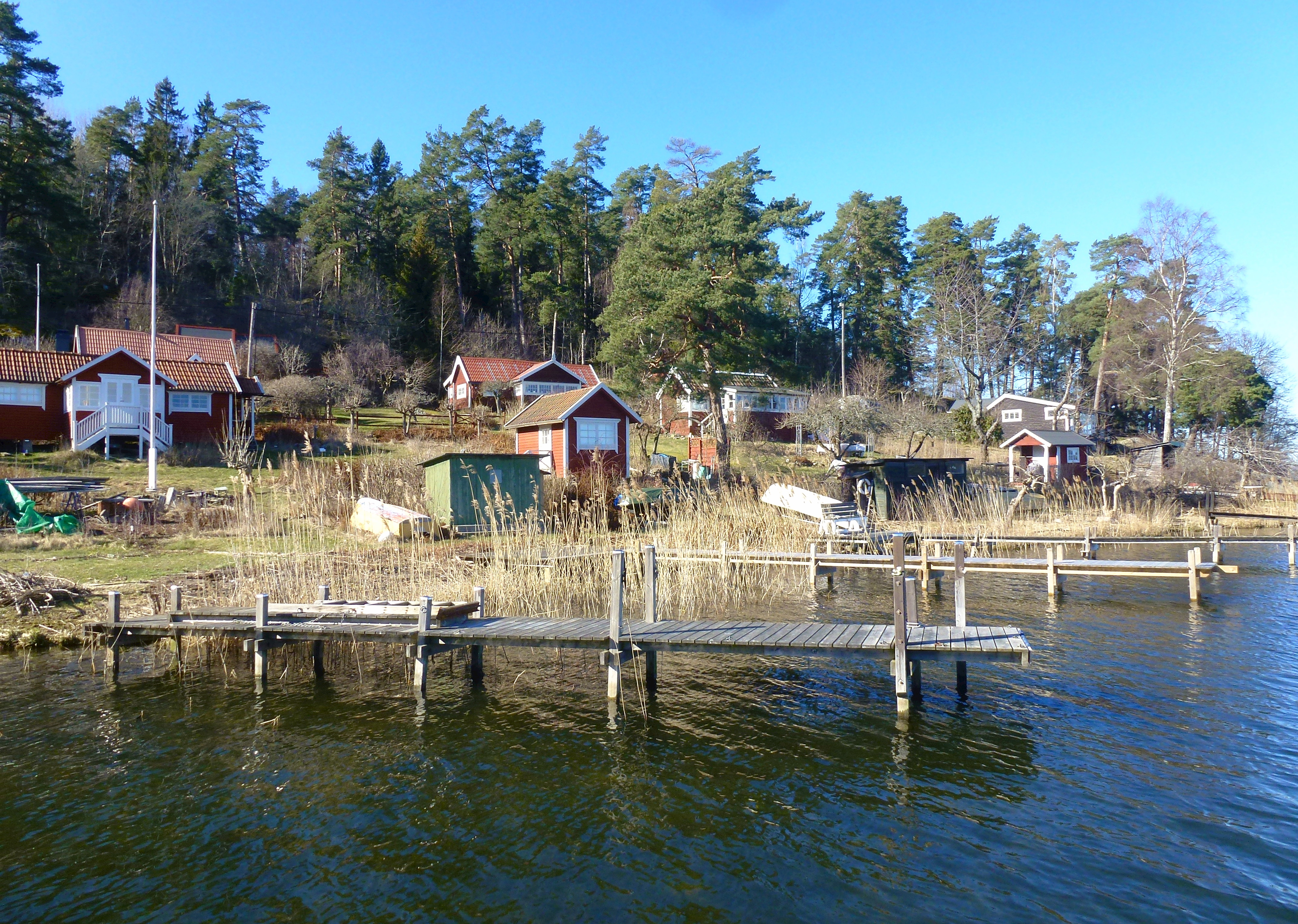
Grönstakolonins bryggor.
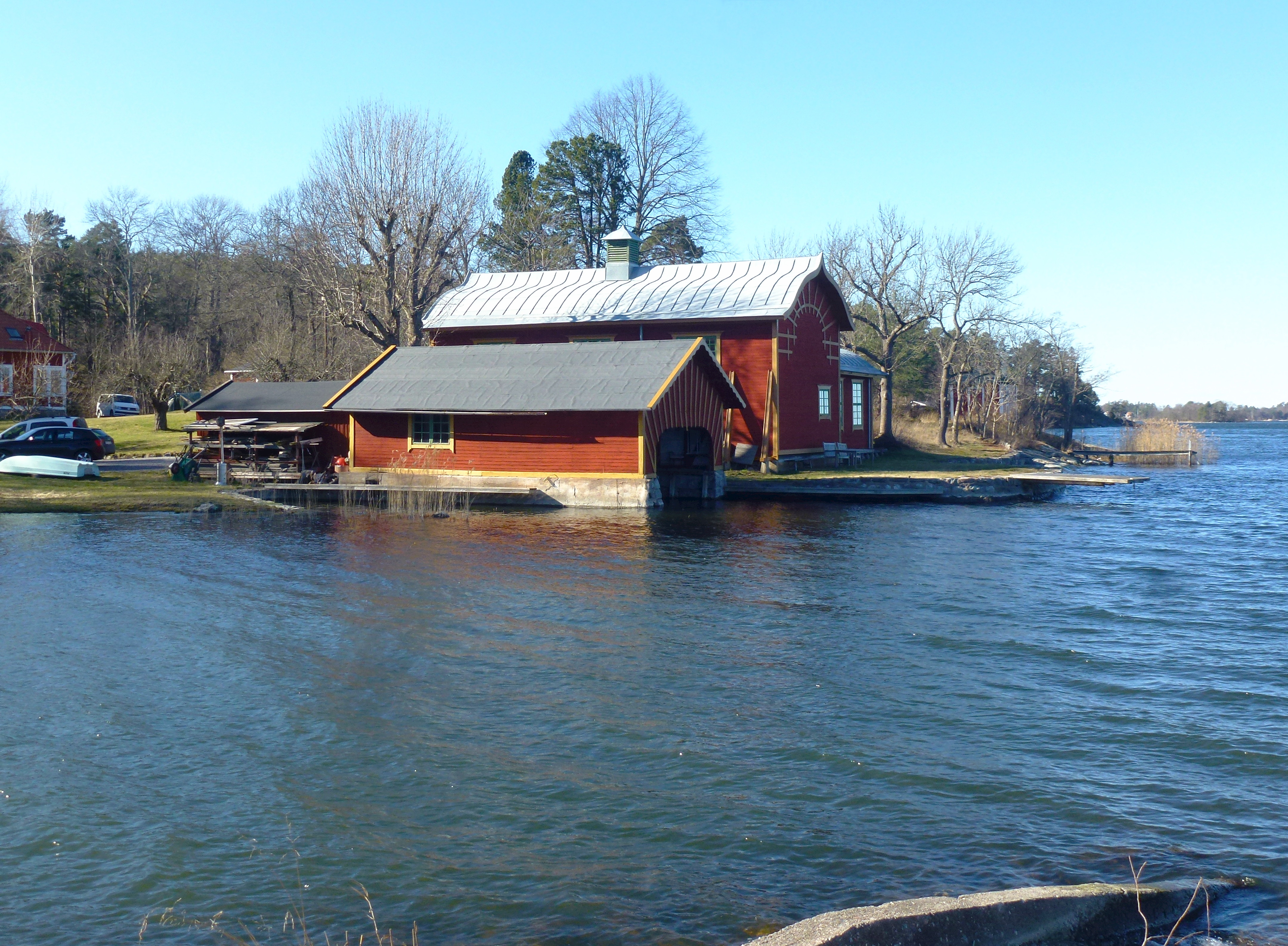
Täcka udden med C.R. Nybergs hangar.
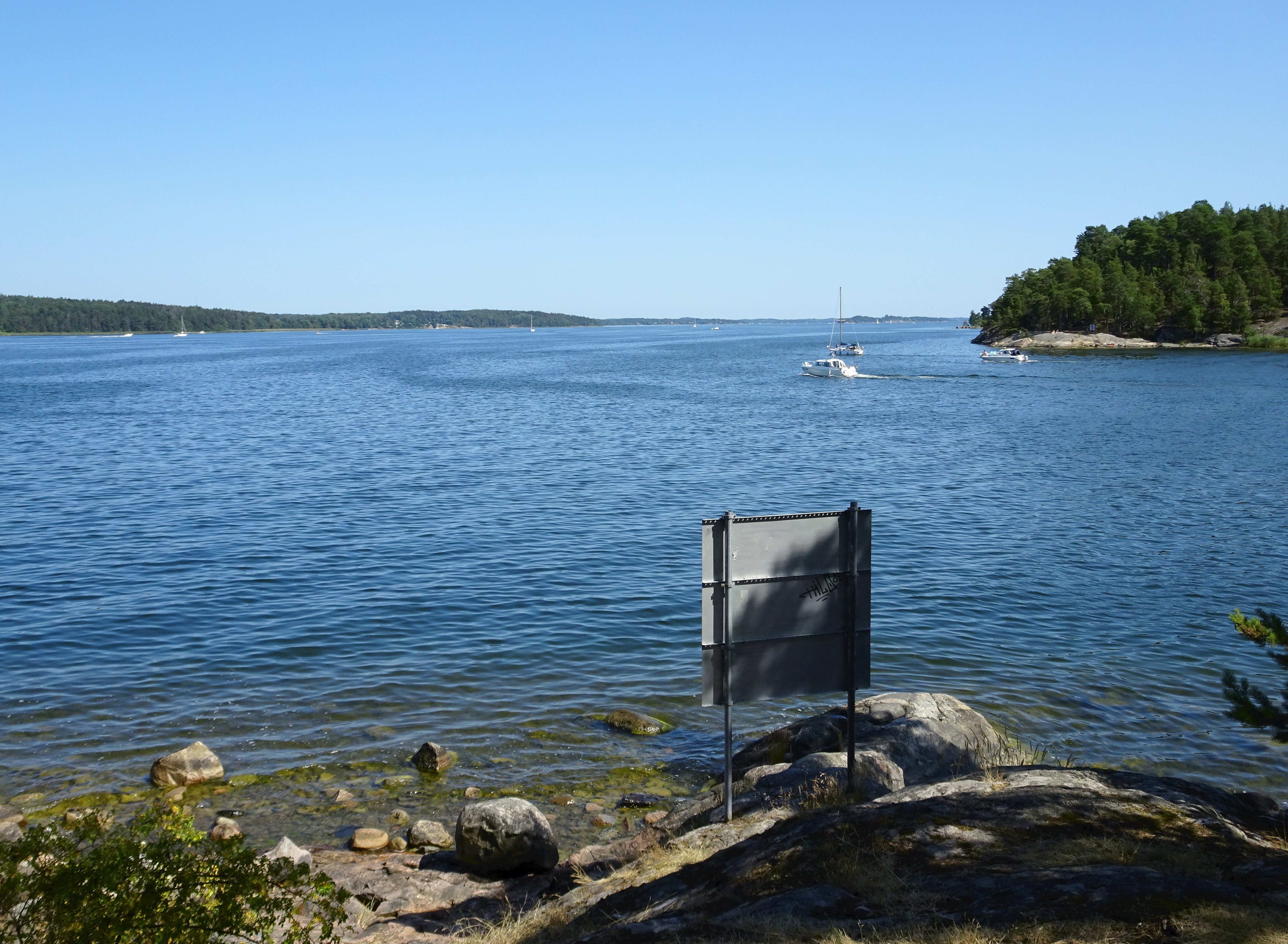
Utsikt från Bosön.

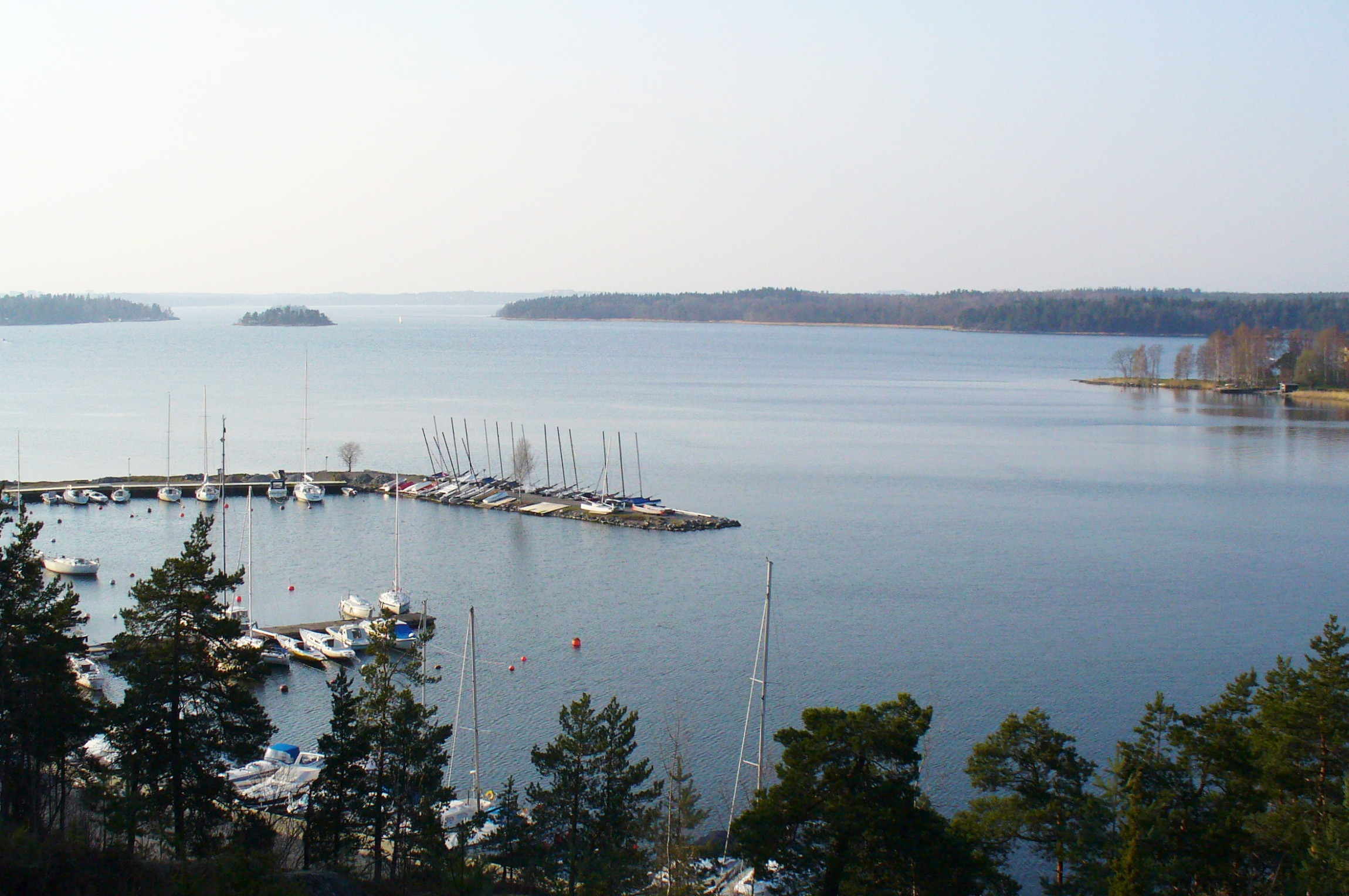
Askrikefjärden västerut med Grönstaviken i förgrunden.
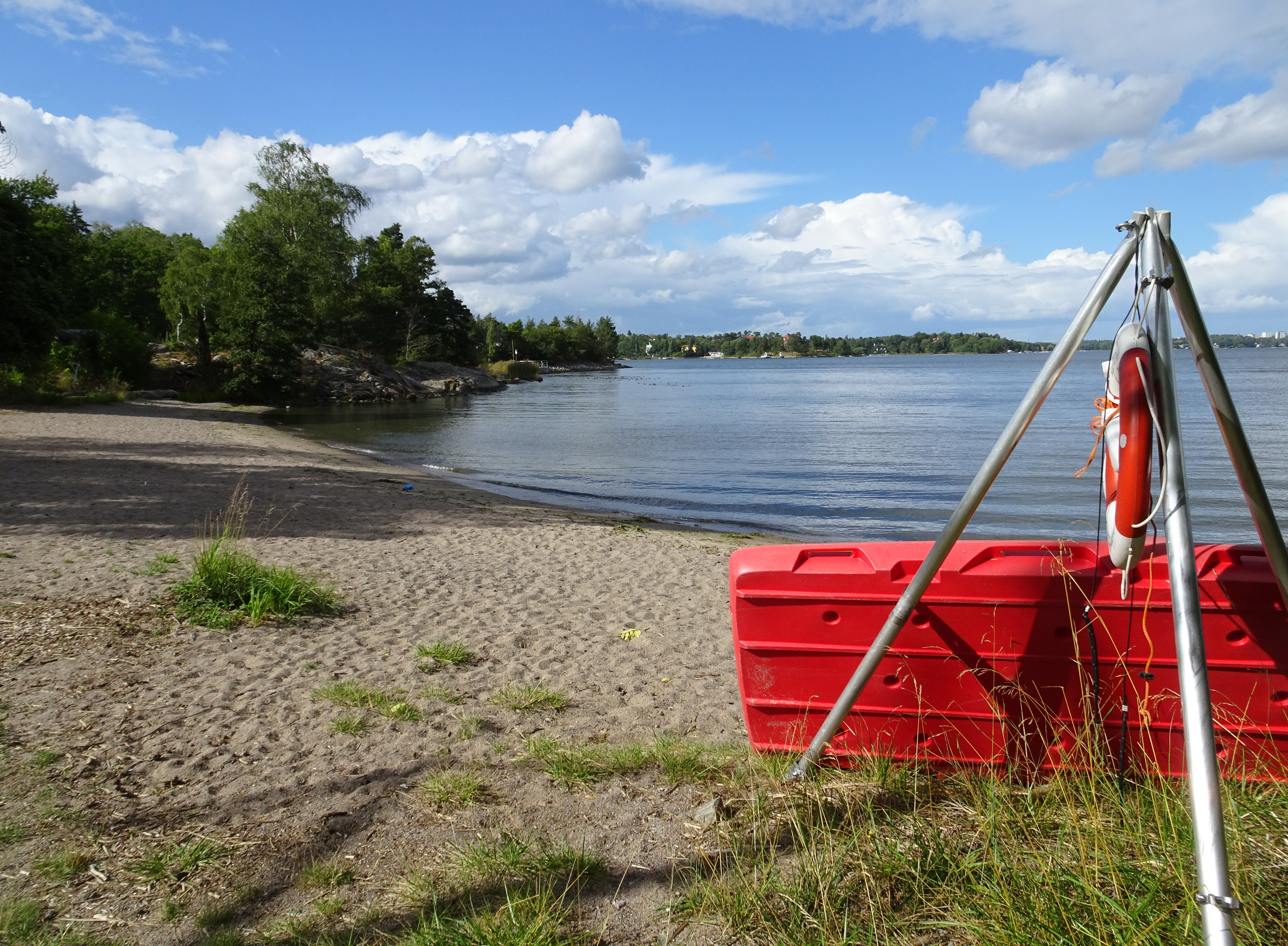
Sticklingebadet.
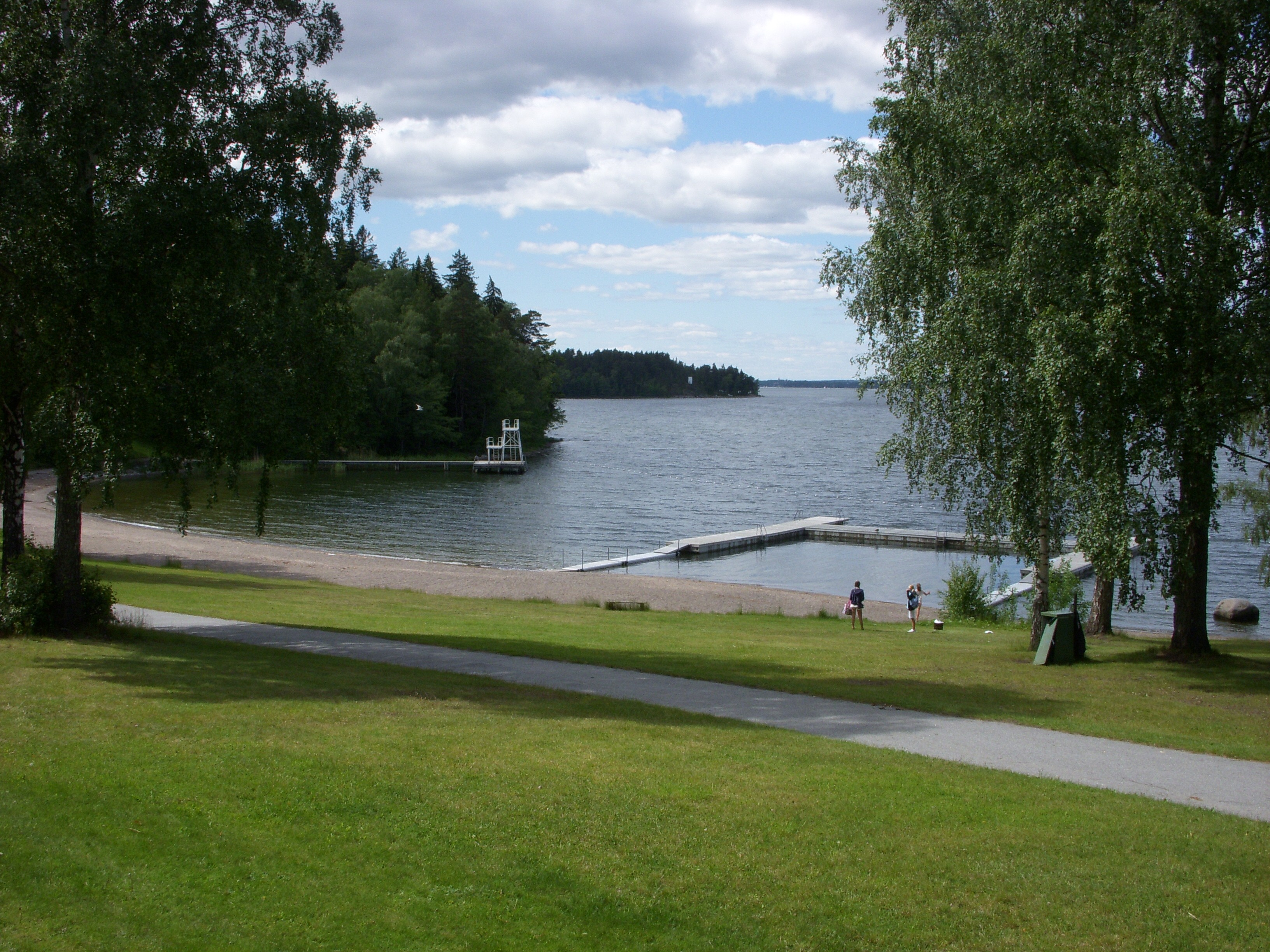
Fågelöuddebadet.

## Historisk karta

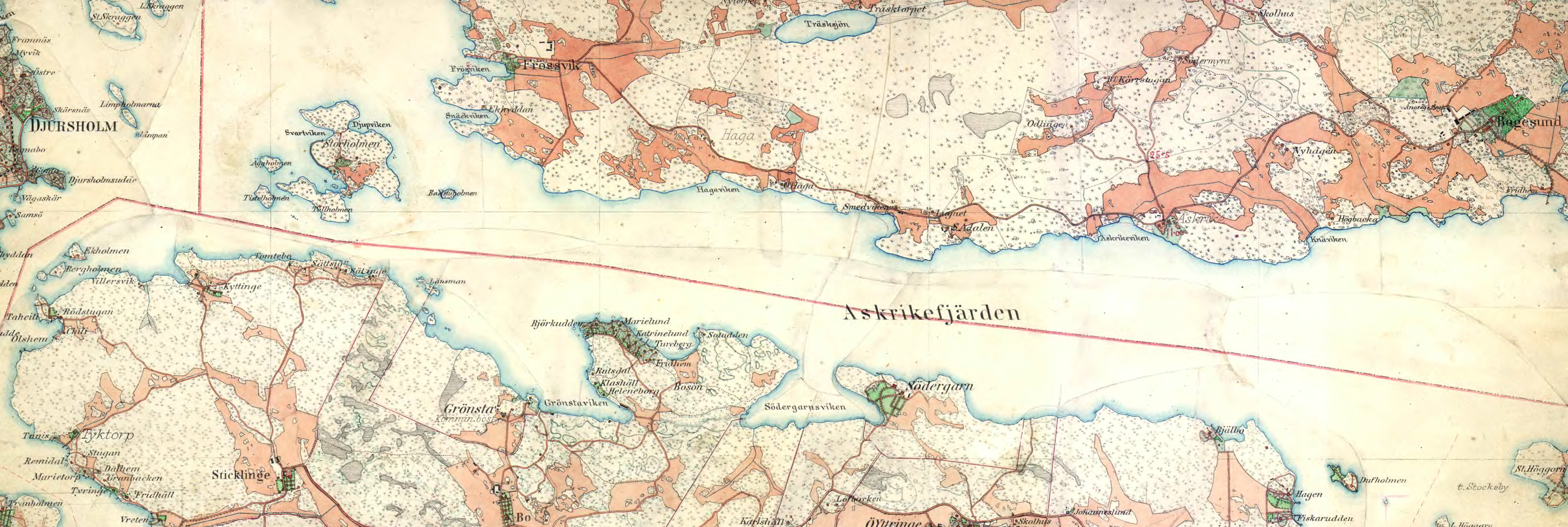
Askrikefjärden på Häradsekonomiska kartan omkring sekelskiftet 1900.